# Interstate 70
Az Interstate 70 (I-70, 70-es országos autópálya) az Amerikai Egyesült Államok középső részén helyezkedik el. Az I-70 az US 40 országúthoz közel halad és követi azt. Cove Forth-ból, Utah államból indul és Baltimore-ban, Maryland államban ér véget. Útja során 10 államon halad át. Teljes hosszúsága kevesebb, mint 3500 km.

## Nyomvonala
| állam   | mérföld  | kilométer |
| ------- | -------- | --------- |
| UT      | 232,15   | 373,61    |
| CO      | 451,04   | 725,88    |
| KS      | 424,15   | 682,60    |
| MO      | 250,16   | 402,59    |
| IL      | 135,74   | 218,45    |
| IN      | 156,60   | 252,02    |
| OH      | 225,60   | 363,07    |
| WV      | 14,45    | 23,26     |
| PA      | 167,92   | 270,24    |
| MD      | 93,62    | 150,67    |
| Teljes: | 2 151,43 | 3 462,39  |

### Államok

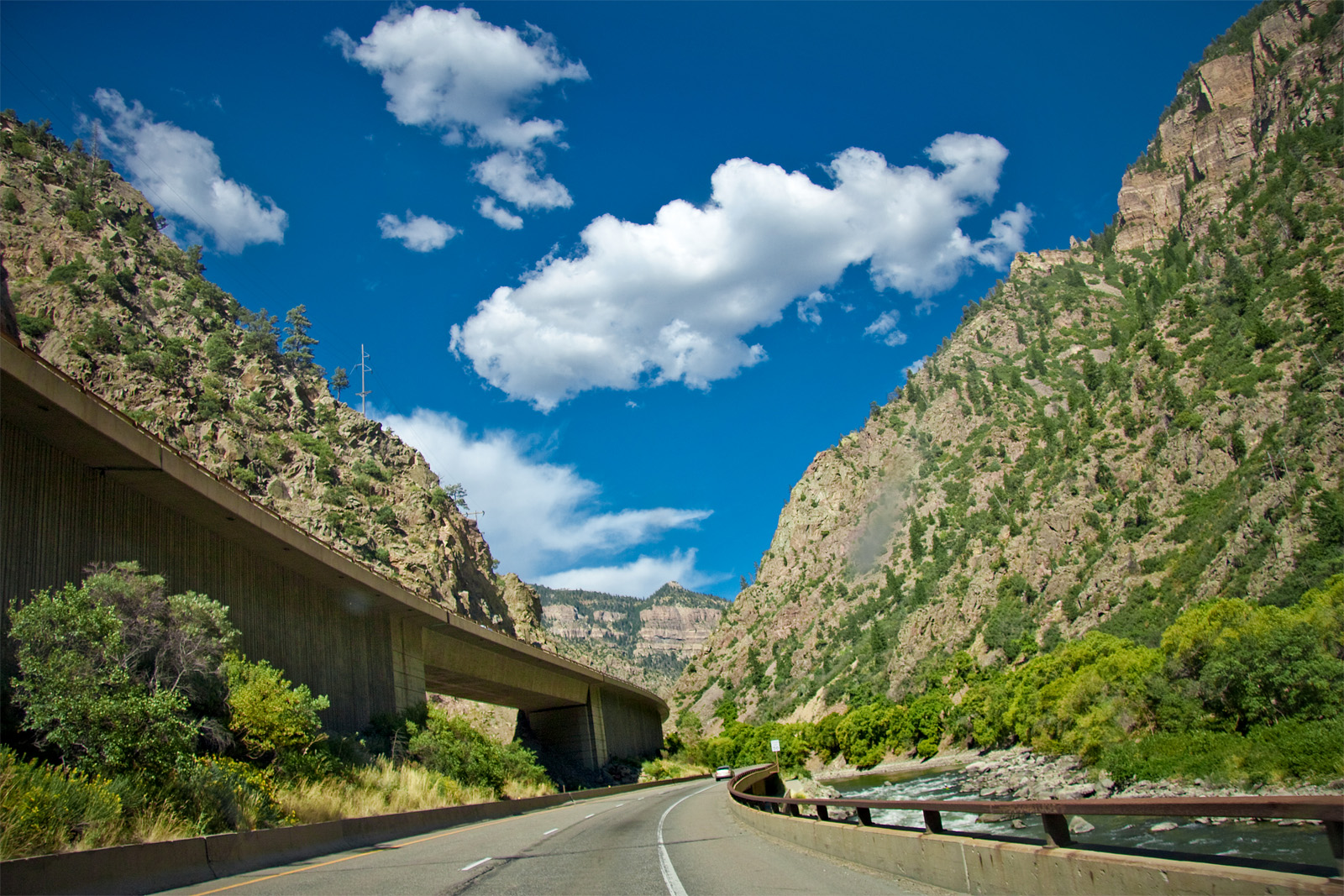
Az I-70 a Glenwood Canyon-nál

- Utah
- Colorado
- Kansas
- Missouri
- Illinois
- Indiana
- Ohio
- Nyugat-Virginia
- Pennsylvania
- Maryland

### Nagyobb városok
- Denver, Colorado
- Kansas City, Missouri
- St. Louis, Missouri
- Indianapolis, Indiana
- Columbus, Ohio

### Fontosabb kereszteződések
- Interstate 15 - Cove Forth, Utah
- Interstate 25 - Denver, Colorado
- Interstate 35 - Kansas City, Missouri
- Interstate 55 - St. Louis, Missouri
- Interstate 65 - Indianapolis, Indiana
- Interstate 75 - Vandalia, Ohio

## Fordítás
- Ez a szócikk részben vagy egészben  az   Interstate 70 című angol Wikipédia-szócikk fordításán alapul.  Az eredeti cikk szerkesztőit annak laptörténete sorolja fel. Ez a jelzés csupán a megfogalmazás eredetét és a szerzői jogokat jelzi, nem szolgál a cikkben szereplő információk forrásmegjelöléseként.

## Lásd még
- U.S. Route 40